# Уманський Костянтин Олександрович
Костянтин Олександрович Уманський (14 травня 1902, Миколаїв — 25 січня 1945, Мексика) — радянський мистецтвознавець, журналіст і дипломат, імовірно суміщав дипломатичну роботу і шпигунство. З 1931 року працівник Відділу преси та інформації Народного комісаріату закордонних справ СРСР, згодом його очільник. У 1932—1934 роках вплинув на замовчування Голодомору європейськими та американськими засобами масової інформації, публічними персонами.

## Біографія
Народився 1 [14] травня 1902 року в місті Миколаєві (нині Україна), за однією версією в родині інженера Олександра Уманського, за іншою — заводчика Абрама Уманського. У роки навчання у миколаївській гімназії проявив здібності в живописі та іноземних мовах. Навесні 1918 року вступив до Московського університету. З 1919 року член  РКП(б). Водночас за дорученням Анатолія Луначарського підготував німецькою мовою огляд «Новое русское искусство», присвячений творчості молодих художників — Аристарха Лентулова, Казимира Малевича, Марка Шагала, Мартіроса Сар'яна. Зробив стрімку кар'єру в радянській журналістиці: напочатку 1920-х років редактор видання «Искусство», кореспондент Російської телеграфної агенції у Відні, а вже 1928 року очолив представництва Телеграфного агентства Радянського Союзу у Парижі та Женеві.
У 1930 році в Москві закінчив Інститут червоної професури. В 1931 почав роботу в Народному комісаріаті закордонних справ СРСР, помічник завідувача Відділом преси та інформації. Є свідчення, що працював перекладачем для іноземних журналістів і письменників під час їх зустрічей з вищим керівництвом СРСР, включно із Йосипом Сталіним.
Згідно з розслідуванням В'ячеслава Головченка, Уманський в період 1932—1933 років сприяв викривленню інформації про події в Українській РСР, зробив внесок у компанію дезінформації, що призвела до заперечення Голодомору. Запрошені ним Волтер Дюранті (кореспондент Нью-Йорк таймс), Бернард Шоу, Ліон Фейхтвангер, Анрі Барбюс своїми репортажами суттєво вплинули на громадську думку країн Заходу, поставивши під сумнів інформацію про масовий штучний голод.
Отримував одне за одним підвищення, спочатку до начальника Відділу преси та інформації Народного комісаріату закордонних справ, а в 1936 році став радником Повноважного представництва СРСР у Вашингтоні. Ще згодом — Надзвичайний та повноважний посол СРСР у США, займав цю посаду до листопада 1941 року, один із наймолодших радянських послів. Дуже багато встиг зробити для налагодження військових поставок зі США, коли почалася німецько-радянська війна.
На два роки повернувся в СРСР для роботи в Народному комісаріаті закордонних справ, а з 1943 року і до своєї загибелі — Надзвичайний та повноважний посол СРСР у Мексиці (з 1944 року за суміщенням у Коста-Риці). За свідченнями сучасників, належав до радянської розвідувальної агентури в США, мав псевдо «Редактор» (спогад радянського розвідника і терориста Павла Судоплатова наведений у книзі «Американо-советская дипломатическая дуэль в лицах»).

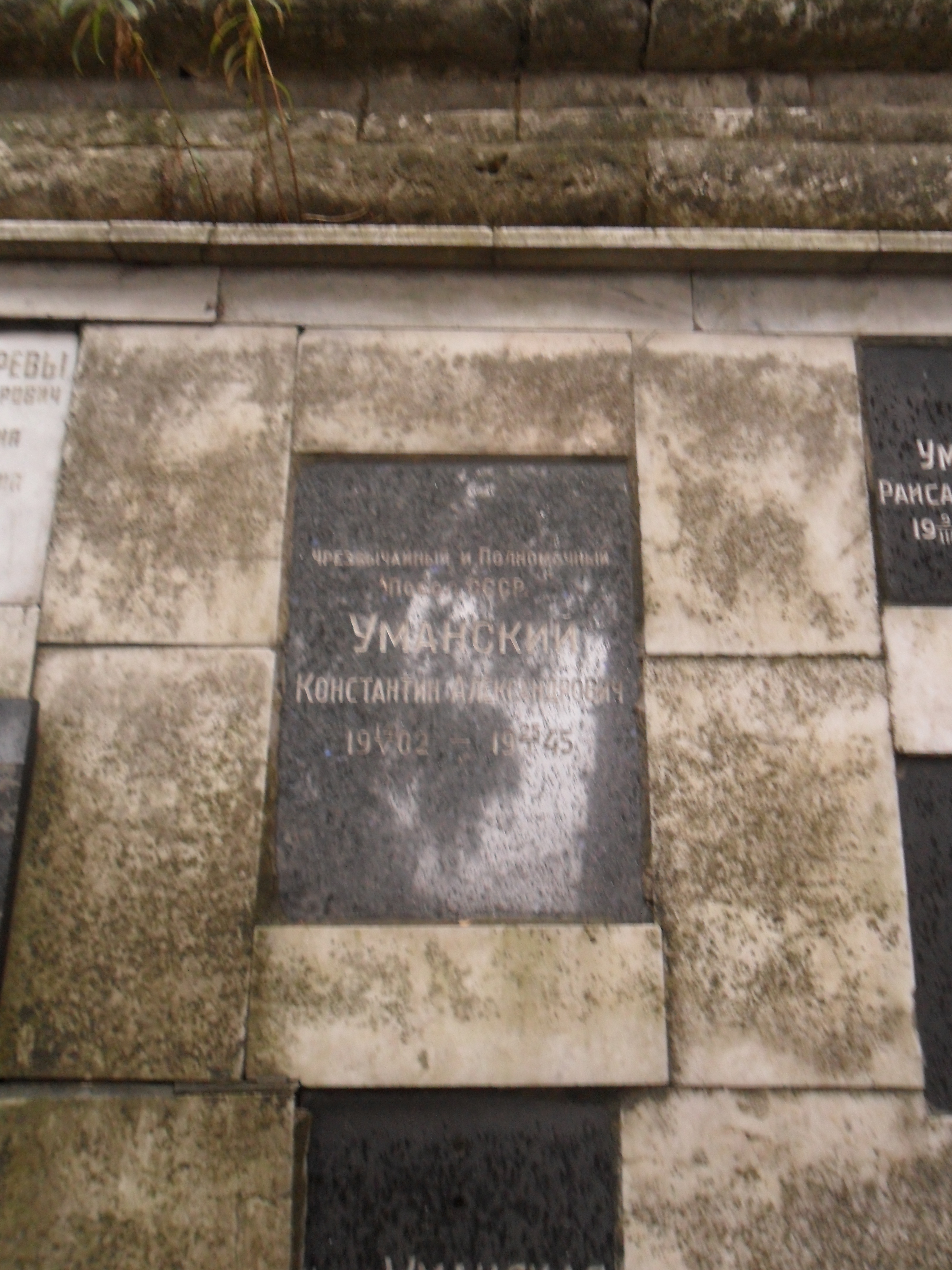
Могила в колумбарії.

Загинув 25 січня 1945 року за нез'ясованих обставин в авіаційній катастрофі, прямуючи із Мексики в Коста-Рику для вручення вірчої грамоти. Похований в Москві в колумбарії Новодівичого цвинтаря (1 секція).

### Сім'я
Був одружений, його дружина, Раїса Михайлівна, загинула разом із ним в авіакатастрофі. 1943 року, в переддень вильоту до Мехіко за загадкових обставин загинула їх єдина 14-річна донька, Ніна. Поширена в сучасних засобах масової інформації версія стверджує, що її вбив і застрелився сам син наркома авіапромисловості Володимир Шахурін, також підліток. Історія, одним з епізодів якої є загибель школярів, відома як «справа вовченят», і описана в сучасній російській літературі (наприклад: Алексей Кирпичников «Сталинъюгенд», Александр Терехов «Каменный мост»).